# Якубович, Денис Сергеевич
Денис Сергеевич Якубович (бел. Дзяніс Сяргеевіч Якубовіч; род. 31 марта 1988, Солигорск, Минская область) — белорусский футболист, полузащитник.

## Клубная карьера
Начинал карьеру в «Молодечно», позже играл за дубль минского «Динамо» и солигорского «Шахтера». С 2010 года выступал в Первой лиге за «Гранит», «Слуцк» и «Слоним». В 2014 году вернулся в «Гранит» и помог ему победить в Первой лиге, но следующий сезон был вынужден полностью пропустить из-за травмы.
В марте 2016 года прибыл на просмотр в «Городею», и в итоге подписал контракт с клубом. В сезоне 2016 сначала редко появлялся на поле, но с сентября закрепился в стартовом составе на позиции опорного полузащитника. В январе 2017 года продлил контракт с «Городеей». В сезоне 2017 года у него не было постоянного места в основном составе, а в декабре 2017 года, после окончания контракта, он покинул «Городею».
В январе 2018 года он начал тренироваться с минским «Торпедо» и вскоре подписал контракт со столичным клубом. Он сразу стал игроком основного состава, но в сентябре 2018 года перестал появляться на поле. В январе 2019 года он покинул «Торпедо».
Вскоре после ухода из столичного клуба он присоединился к житковичскому ЮАС, но в апреле 2019 года перешёл в «Сморгонь». В июле 2019 года он покинул сморгоньский клуб. В феврале 2020 вернулся в «Сморгонь». В 2021 году, когда команда стала выступать в Высшей лиге, выступал за дубль, не привлекался в основной состав. Покинул клуб в сентябре 2021 года.

## Достижения
- Победитель Первой лиги Белоруссии: 2014

## Статистика
| Сезон    | Дивизион | Клуб                | Страна                    | Матчи | Голы |
| -------- | -------- | ------------------- | ------------------------- | ----- | ---- |
| 2005 (1) | Д3       | Молодечно           | Флаг Беларуси (1995—2012) | 16    | 0    |
| 2005 (1) | дубль    | Динамо (Минск)      | Флаг Беларуси (1995—2012) | 4     | 0    |
| 2006     | дубль    | Динамо (Минск)      | Флаг Беларуси (1995—2012) | 2     | 0    |
| 2007     | дубль    | Динамо (Минск)      | Флаг Беларуси (1995—2012) | 21    | 0    |
| 2008     | дубль    | Шахтёр (Солигорск)  | Флаг Беларуси (1995—2012) | 15    | 0    |
| 2009     | Д2       | Волна (Пинск)       | Флаг Беларуси (1995—2012) | 26    | 1    |
| 2010 (1) | Д1       | Шахтёр (Солигорск)  | Флаг Беларуси (1995—2012) | 2     | 0    |
| 2010 (2) | Д2       | Гранит (Микашевичи) | Флаг Беларуси (1995—2012) | 11    | 2    |
| 2011     | Д2       | Гранит (Микашевичи) | Флаг Беларуси (1995—2012) | 26    | 1    |
| 2012     | Д2       | Слуцк               | Флаг Беларуси             | 22    | 2    |
| 2013     | Д2       | Слоним              | Флаг Беларуси             | 25    | 1    |
| 2014     | Д2       | Гранит (Микашевичи) | Флаг Беларуси             | 28    | 0    |
| 2016     | Д1       | Городея             | Флаг Беларуси             | 18    | 0    |
| 2017     | Д1       | Городея             | Флаг Беларуси             | 18    | 0    |
| 2018     | Д1       | Торпедо (Минск)     | Флаг Беларуси             | 16    | 0    |
| 2019     | Д2       | Сморгонь            | Флаг Беларуси             | 6     | 0    |
| 2020     | Д2       | Сморгонь            | Флаг Беларуси             | 19    | 0    |
| 2021     | Д1       | Сморгонь            | Флаг Беларуси             | 0     | 0    |